# Рике-Караман
Рике́ де Карама́н (фр. Riquet de Caraman) — знатный род во Франции и Бельгии, происходящий от переселившегося в Прованс флорентийского гибеллина Арригетти (1268), потомство которого разделилось на две ветви: Рикетти (из числа которых был знаменитый Мирабо) и Рике (Riquet), получивших в XVII веке титул графов Караман (comte de Caraman). Из числа последних наиболее известны:
- Пьер-Поль (1609—1680), с 1667 по 1681 годы построивший Лангедокский канал;
- Виктор-Морис (1727—1807), отличившийся во время Семилетней войны; во время Революции эмигрировал и командовал одним из отрядов Конде;
- Доротея де Рике (ум. 1794), одна из многочисленных жертв якобинского террора, сестра Викторин де Рике де Бонрепо;
- Виктор-Луи-Шарль (1762—1839), первый герцог Караман, оставил мемуары, часть которых напечатана в «Journal des Débats» (1841, июнь);
- Виктор-Мари-Жозеф-Луи (1786—1837), автор трудов по организации военного дела в Пруссии и иных странах;
- Виктор-Антуан-Шарль (1810—1868), автор трудов по истории философии во Франции;
- Луиза де Караман-Шиме (1837—1890), дочь князя Шиме, пианистка и музыкальный критик;
- Элизабет де Караман-Шиме (1860—1952), племянница предыдущей, хозяйка великосветского салона «прекрасной эпохи».